# Willie Hall
Willie Hall (ur. 8 sierpnia 1950 w Memphis) – amerykański perkusista, znany głównie z roli w filmach The Blues Brothers oraz Blues Brothers 2000.
Karierę jako perkusista rozpoczął w 1965 roku, będąc jeszcze w liceum. Grał z Bar-band Kays oraz z zespołem The Isaac Hayes Movement. W latach siedemdziesiątych, w ramach "Stax-Volt Recording Section Team from 1968-77", Hall zaprosił kilkudziesięciu ważnych artystów na nagrania, w tym m.in. Little Milton, Carla i Rufusa Thomasa, Johnnie Taylor, The Staple Singers, Alberta Kinga oraz Isaaca Hayesa.
Hall odbył tournée na całym świecie i nagrywał z wieloma artystami. Wśród nich byli Cab Calloway, Aretha Franklin, Ray Charles, KC i Sunshine Band, Bonnie Raitt, Earl Scruggs, Charlie Daniels Band, Todd Rundgren i Roger McGuinn.
Obecnie Willie jest członkiem zespołu Bo-Keys. Jest także ojcem rapera Gangsta Pat.